# Майилсами
Р. Майилсами (там. மயில்சாமி; 5 июня 1965, Сатьямангалам, Тамилнад — 19 февраля 2023, Ченнаи) — индийский актёр, снимавшийся в фильмах на тамильском языке. Лауреат кинопремии штата Тамил-Наду.

## Биография
Родился в городе Сатьямангалам округа Ироду 2 октября 1965 года.
Переехав в Ченнаи из-за своей страсти к кино, он впервые появился на экране в качестве массовки в фильме Dhavani Kanavugal (1984) Бхагьяраджа. Затем Майиласами сыграл небольшие роли в ряде фильмов, в том числе «Такие разные братья» и  «Майкл, Мадан и Камараджу» с Камал Хасаном.
В 1990-х актёр был популярен как талантливый имитатор и принял участие в работе над аудиокассетами Sirippo Sirippu.
Поворотным моментом в его карьере стала роль в сериале-антологии Marmadesam (1996). Его способности комика раскрылись в мелодраме Pennin Manathai Thottu (2000), благодаря эпизоду с переводом с чистого тамильского языка шри-ланкийцев на мадрасский тамильский язык. В дальнейшем он снялся в таких фильмах как 12B, Poovellam Un Vaasam, Paarthale Paravasam (2001), Whistle (2003) и «Смельчак» (2004). Многие из его комедийных выступлений были в паре с Вивеком, например в фильме 2003 года Dhool. За свою роль в Kangalal Kaidhu Sei был награждён кинопремией штата Тамил-Наду как лучший комик.
Помимо кино актёр часто появлялся на телевидении, он принял участие в передаче Comedy Time и регулярно участвовал в качестве судьи в комедийном реалити-шоу Asatha Povathu Yaaru?.
В 2021 году баллотировался в качестве независимого кандидата на выборах в законодательное собрание Тамилнада от округа Виругамбаккам, но проиграл, набрав меньше всех голосов.
Его последней работой в кино стала роль водителя в фильме «Ради справедливости» (2022).
Актёр скончался 19 февраля 2023 года в Ченнаи в возрасте 57 лет. У него остались жена Шанта и сын Арумайнаягам, который снялся в нескольких фильмах под именем Анбу. В 2019 году сын Майилсами женился на дочери депутата К. Питчанди.